# Rita Kőbán
Rita Kőbán, född den 10 april 1965 i Budapest i Ungern, är en ungersk kanotist.
Hon tog OS-silver på K-4 500 meter i samband med de olympiska kanottävlingarna 1988 i Seoul.
Hon tog OS-guld på K-4 500 meter, OS-silver på K-1 500 meter och OS-brons på K-2 500 meter i samband med de olympiska kanottävlingarna 1992 i Barcelona.
Hon tog OS-guld på K-1 500 meter i samband med de olympiska kanottävlingarna 1996 i Atlanta.
Hon tog därefter sin sista OS-medalj tillika OS-silver på K-4 500 meter i samband med de olympiska kanottävlingarna 2000 i Sydney.